# Maria Kasterska
Maria Kasterska (ur. 2 lutego 1894 r. w Warszawie, zm. 7 grudnia 1969 r. w Paryżu) – polska pisarka, doktor literatury francuskiej.

## Młodość
Urodziła się w Warszawie 2 lutego 1894 r. Dzieciństwo swoje spędziła jednak na Podlasiu w majątku Bryndzy-Nackiego w Woroblinie, gdzie jej ojciec Maksymilian był administratorem. Atmosfera życia wiejskiego, poezja nieskażonej przyrody przemówiły silnie do jej wrażliwej duszy. Urzekły ją zwłaszcza "prządki" - cudowne wieczory na wsi. Zwyczaj ten to nic innego, niż wspólne przędzenie kobiecej społeczności wiejskiej, zwłaszcza w długie, zimowe wieczory. Podczas tych prządków mała Marysia nasłuchała się legend, opowiadań o dawnym życiu na wsi. Kobiety wiejskie nie potrafiły określić, kiedy się to wszystko działo, więc wszystkie historie były określone "było to za Jaćwingów". Motyw o szukaniu szczęścia przez Jaćwingów i ludzi na Podlasiu - 
ten temat będzie najczęściej poruszany w legendach.
Młodziutka Kasterska otrzymała maturę w rosyjskim gimnazjum w Białej Podlaskiej w 1914 roku. Zniechęcona była do systemu rosyjskiego nauczania i dlatego prosiła ojca, by na dalsze studia wysłał ją poza zasięg rosyjskiej kultury. Idąc za prośbą ulubionej córki ojciec wysyła ją aż do dalekiej Francji, gdzie miał też dalekich kuzynów.

## Studia
We Francji zdolna Marysia szybko opanowuje język francuski, potem wysyłają ją na słynną Sorbonę i tutaj Maria Kasterska okazuje swoje niebywałe zdolności, doskonale sobie radzi ze studiami, a wybrała Filologię Francuską. Kończy studia, otrzymując jako jedyna Polka tytuł doktora literatury francuskiej. Był to niebywały sukces. Podkreśliła to nawet Akademia Literatury Francuskiej, nagradzając ją Nagrodą Specjalną. Po otrzymaniu doktoratu szczęśliwa laureatka opracowała i wydała "Legendy i Baśnie Podlasia". Zostały one przyjęte przez wymagającą francuską publiczność bardzo ciepło.

## Twórczość
"Legendy Podlasia" wzbudziły wielkie uznanie w społeczeństwie francuskim. Wyraził to jej promotor, Louis Artus, profesor Akademii i Sorbony w przedmowie do tychże Legend: "Powiedz nam, Mario, kto ci opowiedział te śliczne rzeczy? Kto cię ich nauczył? Czy to jest wydrukowane? W jakim języku?
- To nie są pieśni drukowane, ale śpiewane i mówione mi przez moje nianie i opiekunki. A ja dopiero później zrozumiałam ich całą melancholię i powagę. Żadna z nich nie jest wydrukowana.". Żadna z tych legend nie jest banalna, zaczerpnięta ze wspólnego źródła. Ale Kasterska pokazuje nam lud Jaćwingów jako lud miły, bez historii, ale mający a raczej tworzący specjalną rasę i mający swoją kulturę. Coś podobnego jak nasi Baskowie, którzy są prawdopodobnie autentycznymi Atlantami, o czym świadczy oryginalność i spontaniczność ich literatury - dodaje profesor J. Arthus. A twórczość Marii Kasterskiej dorzuca silny argument do tej tezy. Bo wyciągając z otchłani zapomnienia legendy swojej ojczyzny, podaje nam myśl, że Jaćwingowie byli spadkobiercami rzymskiej, pogańskiej kultury i ich wiary w bóstwa domowe, a chrześcijaństwo je pozbawiło tej czci domowej, jako Bogu Ojcu należnej, a je same odsunięto na granice pól, ogrodów, lasów, gdzie stojąc na pomnikach, spełniają role nimf leśnych i wróżek i tkwią do dzisiaj w wierzeniach już nie jasnych ludu podlaskiego.
Choć francuski profesor wysoko Marię Kasterską postawił i ocenił, nie miała ona legendarnego życia. Ale było to życie przepełnione ogromną pracą i gorącą wiarą. Owocem tej pracy pisarskiej są liczne jej artykuły zamieszczane w prasie francuskiej, jak "Le Figaro", "La Croix", "La Reve", a także publikacje w prasie rumuńskiej i czeskiej.
Wydała: Szkice polsko-rumuńskie, dwa tomiki wierszy polskich pt. "Na zamku milczenia", powieść "Miłość Prababki". Między wojnami mieszkała we Francji, a po wyjściu za mąż za profesora Piotra Sergescu, rektora Politechniki w Bukareszcie w Rumunii.
Polskę i Podlasie kochała mocno, odwiedzała je kilka razy. Spotykała się z Podlaską młodzieżą. Pisała do pism "Świat", "Kurier Warszawski", "Tygodnik Ilustrowany" i innych.
Zmarła w Paryżu 7 grudnia 1969 r. Została pochowana w Paryżu, na cmentarzu Montmorency.